# Blurryface
Blurryface (estilitzat com a BLURRYFΛCE) és el quart àlbum d'estudi del duo musical nord-americà Twenty One Pilots. Va ser llançat el 17 de maig de 2015 a través de Fueled by Ramen. L'àlbum és principalment un àlbum de hip-hop alternatiu, electropop, indie pop i reggae amb influències de hip-hop, rock i pop. Líricament, l'àlbum tracta temes de salut mental, dubtes i religió. Conté els exitosos senzills "Stressed Out" i "Ride⁣", els quals van arribar al top 5 del Billboard Hot 100 dels EUA.
Blurryface va ser ben rebut pels crítics, que van felicitar els seus temes i la diversitat musical. Es considera l'àlbum trencador de la banda, convertint-se en el seu primer i únic llançament a assolir el número u al Billboard 200. El 2018, Blurryface es va convertir en el primer àlbum de l'era digital en rebre almenys una certificació d'or de la RIAA. El 15 de maig de 2019, va aconseguir la fita de mantenir-se a la llista Billboard 200 durant quatre anys consecutius, sense deixar mai la llista fins a aquell moment. També és l'àlbum de rock més reproduït de tots els temps, amb més de 5.500 milions de reproduccions.

## Antecedents i gravació

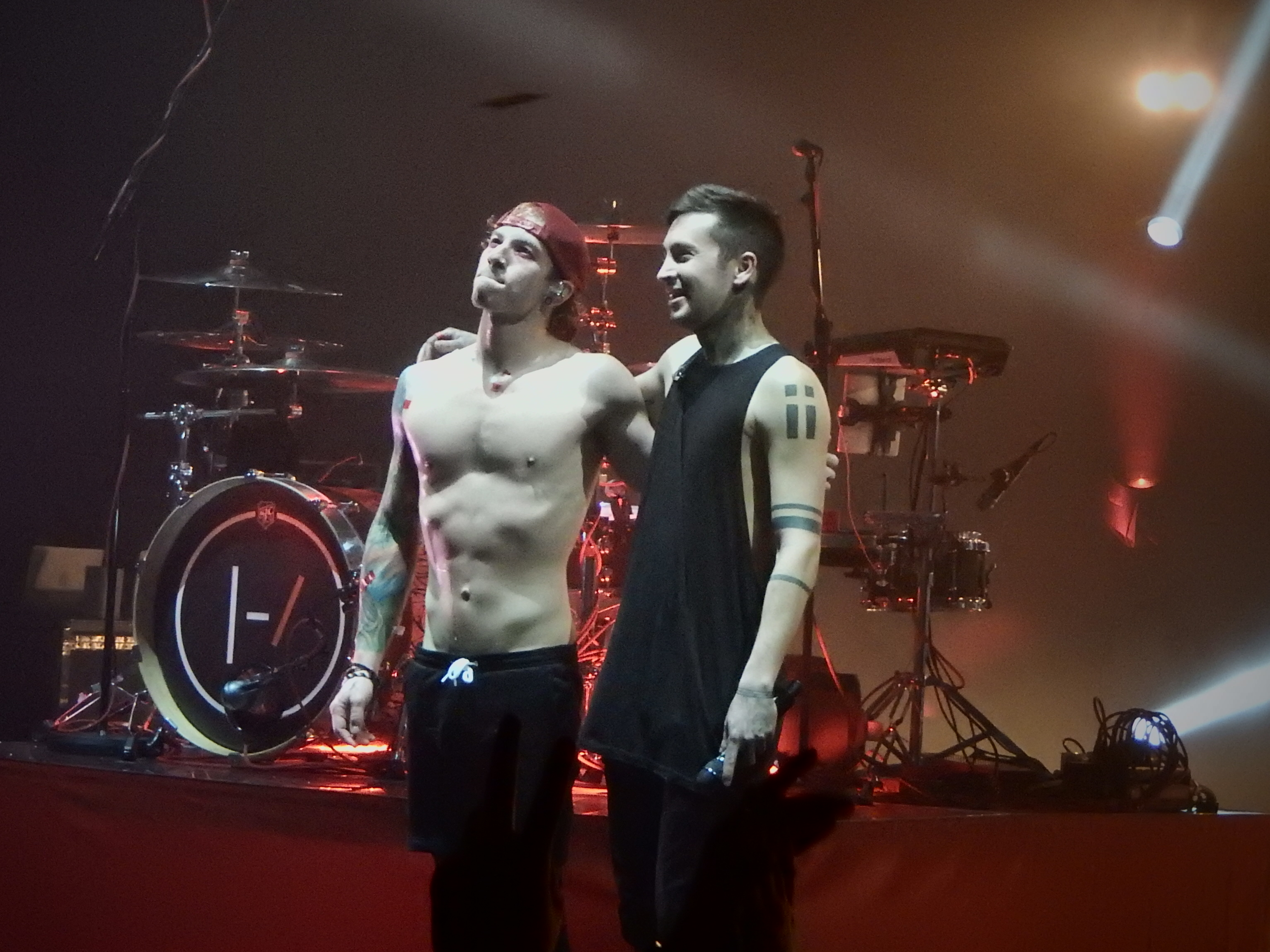
Twenty One Pilots a Brixton Academy, Londres el 2016

Després del llançament del seu tercer àlbum Vessel (2013), la banda va fer nombroses gires per tot el món per donar suport a l'àlbum. Durant la gira, la banda disposava d'un estudi de gravació portàtil que els permetia plasmar idees.
Les cançons que conformen l'àlbum van ser gravades amb diferents productors, entre ells Ricky Reed i Mike Elizondo, i a diferents estudis. La mescla de l'àlbum va ser duta a terme per part de Neal Avron. L'àlbum va ser masteritzat per Chris Gehringer a Nova York

## Títol i art

Logotip del tipus de lletra de Blurryface, que presenta una línia horitzontal sobreposada

L'àlbum duu el nom d'un personatge creat per la banda anomenat Blurryface. Segons el cantant del grup, Tyler Joseph, Blurryface «representa totes les coses que jo com a individu, però també tothom al voltant, ens fan sentir insegurs». Joseph duia el coll i les mans pintades de negre durant els concerts en directe i els vídeos musicals de l'àlbum, per a representar Blurryface, dient: «Molt dramàtic, ho sé, però m'ajuda a entrar en aquest personatge».
La direcció d'art i el disseny van ser fets per Brandon Rike, Reel Bear Media i Virgilio Tzaj. Jabari Jacobs va proporcionar fotografia. Rike esmenta al seu blog la diferent sensació de l'art de Vessel i com el vermell de Blurryface és «el color de la passió, la violència i la ira», tot i que la banda és famosa pel seu contingut obert a la interpretació.

## Llançament
El 17 de març de 2015, la banda va anunciar el títol de l'àlbum, la llista de cançons i la data de llançament. Els fans de la banda van colapsar el seu lloc web intentant reservar l'àlbum. La banda va llançar el mateix dia el seu nou senzill "Fairly Local" acompanyat del seu videoclip, que es va estrenar al canal oficial de YouTube de Fueled by Ramen. El 3 de febrer de 2017, la banda va llançar el vídeo musical de "Heavydirtysoul", que es va penjar com a només àudio el 2015, i es va llançar com a senzill el 9 de desembre de 2016.
El 6 d'abril, la banda va llançar el segon senzill de l'àlbum, "Tear in My Heart", amb un vídeo musical oficial publicat a YouTube. "Tear in My Heart" es va llançar a la ràdio el 14 d'abril de 2015. El tercer senzill, "Stressed Out", va ser llançat el 28 d'abril amb un vídeo musical. El 4 de maig de 2015, la banda va publicar un vídeo de YouTube reproduint l'àudio de la sisena cançó de l'àlbum, "Lane Boy", i va publicar "Ride" una setmana després de la mateixa manera. Tots dos eren també senzills, i van ser publicats els dies 4 i 12, respectivament. Entre l'11 i el 14 la banda va fer una gira pel Regne Unit. El vídeo musical de "Ride" va ser llançat el 14 de maig, dirigit per Reel Bear Media.
El 19 de maig de 2015, el duet va fer un concert a l'iHeartRadio Theatre LA de Burbank, Califòrnia, per celebrar el llançament de l'àlbum. El concert es va transmetre en directe al lloc web d'iHeartRadio.

## Recepció crítica
Blurryface va rebre crítiques positives per part de crítics musicals. A Metacritic, que assigna una qualificació normalitzada sobre 100 a les crítiques dels crítics musicals, l'àlbum ha rebut una puntuació mitjana de 80, basada en 5 crítiques, que representen "crítiques generalment favorables". Garrett Kamps de Billboard va elogiar l'àlbum com un "embolic (en el bon sentit)", però li va donar una crítica mixta, dient que Blurryface "no arriba a l'altura de Vessel⁣".
Sputnikmusic i Alternative Press van donar a Blurryface crítiques favorables, amb la darrera essent la més positiva. El seu crític, Jason Pettigrew, va qualificar l'àlbum de "meravellós" i va elogiar la barreja de gèneres a les seves cançons, destacant "Ride⁣", "Polarize", "Message Man", "Tear in My Heart", "We Don't Believe What's on TV⁣", "Goner" i "Lane Boy" a la seva ressenya.

## Rendiment comercial
Blurryface va debutar al número 1 del Billboard 200, amb 134.000 vendes d'àlbums pures als Estats Units en la seva primera setmana, convertint-se en l'àlbum més alt a les llistes de Twenty One Pilots. El grup també va fer la seva primera aparició al top 40 del Regne Unit amb Blurryface debutant al número 14, assolint posteriorment el número 5 el setembre de 2016, convertint-se en el seu primer top 10 a les llistes d'àlbums del Regne Unit. A finals d'any, l'àlbum havia venut més d'1,2 milions de còpies als Estats Units. Va ser el vuitè àlbum més venut del 2016 amb més d'1,5 milions de còpies venudes a tot el món aquell any, segons la Federació Internacional de la Indústria Fonogràfica. L'àlbum ha estat certificat or al Canadà i triple platí als EUA.
L'any 2018, l'àlbum es va convertir en el primer projecte no recopilatori que tenia totes les cançons certificades or per la RIAA.
A octubre de 2018, l'àlbum ha venut 394.727 còpies al Regne Unit i 6,5 milions de còpies a tot el món.

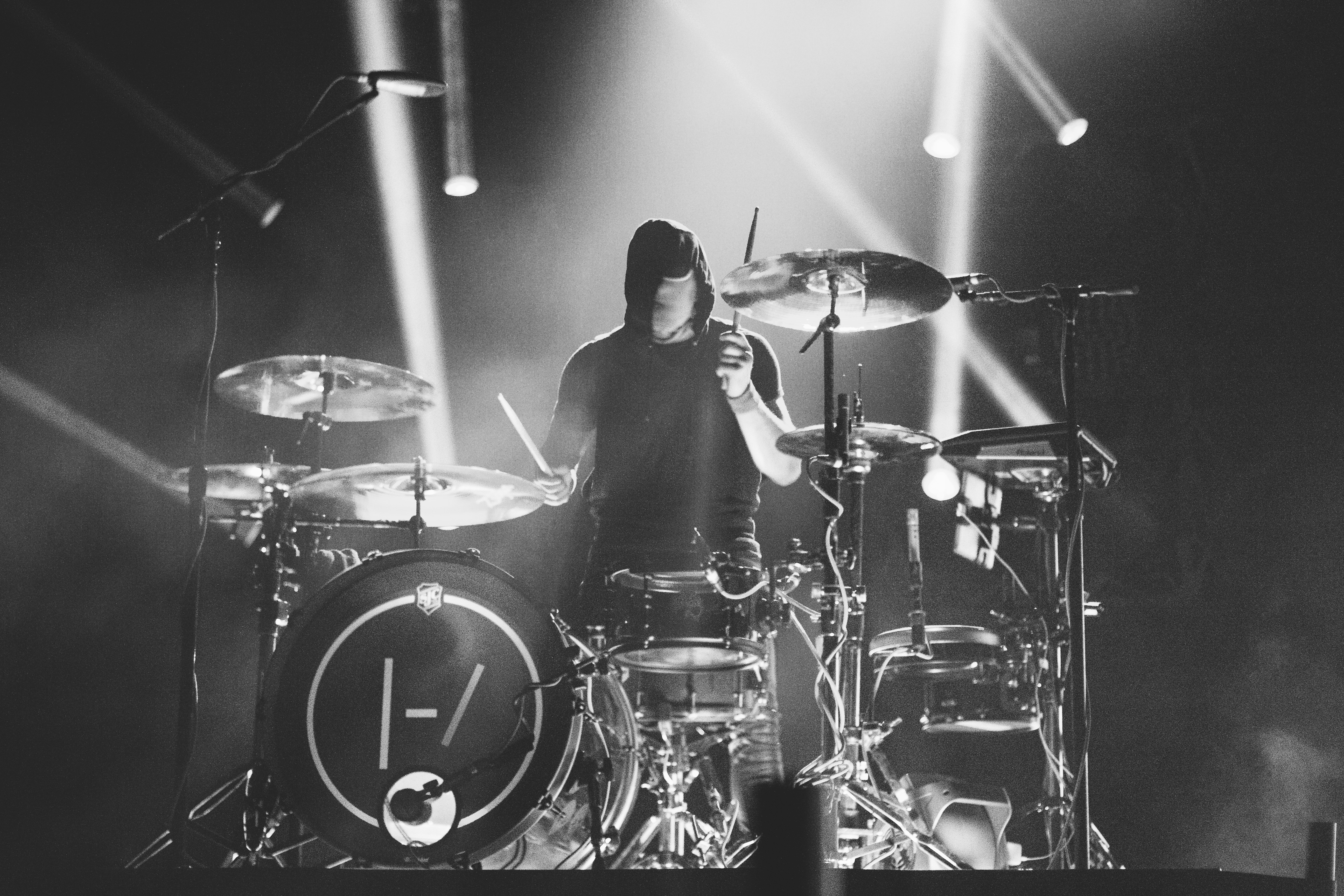
El bateria de Twenty One Pilots, Josh Dun, amb el seu vestit característic de l'era Blurryface el 2016, utilitzat específicament durant el Blurryface Tour i el ⁣Emotional Roadshow World Tour.

Twenty One Pilots va tenir la seva primera gira internacional en suport a Blurryface el 2015, titulada Blurryface Tour, composta per 113 espectacles arreu del món. La gira va començar l'11 de maig de 2015 a Glasgow, Escòcia, i va concloure el 7 de maig de 2016 a Bunbury, Austràlia. Echosmith i Finish Ticket van obrir els concerts a l'etapa nord-americana d'aquesta gira. Dos concerts d'aquesta gira es van gravar al Fox Oakland Theatre i més tard van ser publicats com a especials de TV i com a vinil d'edició limitada anomenat Blurryface Live.
Twenty One Pilots va començar l'Emotional Roadshow World Tour el 2016, que també es va centrar principalment en l'àlbum i el personatge que li dona nom. El 26 d'octubre de 2015 es va anunciar la gira amb dates nord-americanes que començaven a Cincinnati, Ohio, passant per la ciutat de Nova York. El 9 de maig de 2016 es van anunciar més dates per la gira, inclosa una segona etapa a Nord-amèrica i dates a Europa i Oceania. La gira va començar el 31 de maig de 2016 a Cincinnati al US Bank Arena i va concloure el 25 de juny de 2017 a Columbus, Ohio, ciutat natal del duet. La gira va incloure un total de 123 espectacles.

## Llista de cançons
Totes les cançons foren escrites i compostes per Tyler Joseph. 
| 1.            | «Heavydirtysoul»                | Ricky Reed Tyler Joseph [a] | 3:55  |
| 2.            | «Stressed Out»                  | Mike Elizondo Joseph [a]    | 3:22  |
| 3.            | «Ride»                          | Reed Joseph [a]             | 3:35  |
| 4.            | «Fairly Local»                  | Reed Joseph [a]             | 3:27  |
| 5.            | «Tear in My Heart»              | Reed Joseph [a]             | 3:08  |
| 6.            | «Lane Boy»                      | Reed Joseph [a]             | 4:13  |
| 7.            | «The Judge»                     | Mike Crossey Joseph [a]     | 4:58  |
| 8.            | «Doubt»                         | Reed Joseph [a]             | 3:11  |
| 9.            | «Polarize»                      | Elizondo Joseph [a]         | 3:47  |
| 10.           | «We Don't Believe What's on TV» | Reed Joseph [a]             | 2:57  |
| 11.           | «Message Man»                   | Tim Anderson Joseph [a]     | 4:00  |
| 12.           | «Hometown»                      | Elizondo Joseph [a]         | 3:55  |
| 13.           | «Not Today»                     | Elizondo Joseph [a]         | 3:58  |
| 14.           | «Goner»                         | Reed Joseph [a]             | 3:57  |
| Durada total: | Durada total:                   | Durada total:               | 52:23 |

Notes
- ^[a] ^[a]  inclou un coproductor